# Americká kardiologická asociace
Americká kardiologická asociace (anglicky: American Heart Association; zkratka AHA) je nezisková organizace ve Spojených státech amerických, která podporuje léčbu srdečních onemocnění. Jejím cílem je snížení zdravotních onemocnění, nebo úmrtí způsobených kardiovaskulárními chorobami a mozkovou příhodou.

## Náplň činnosti
Jedná se o národní dobrovolnou zdravotní agenturu, jejímž posláním je budovat zdraví bez kardiovaskulárních onemocnění a bez chorob spojených s mozkovou příhodou.
Vydává standardy pro poskytování základní a rozšířené neodkladné resuscitace, včetně standardů pro správné provedení kardiopulmonální resuscitace (CPR). Je to také nejvíce široce přijímaný certifikát pro základní podporu života BLS (Basic Live Support). AHA je nyní také poskytovatelem výcviku pro první pomoc.

## Další
Sídlí v texaském Dallasu. Prezident k roku 2010 byl Ralph L. Sacco. Provozuje sesterskou organizaci American Stroke Association, která se zaměřuje na výzkum a péči spojené s mozkovou příhodou.
V roce 1994 zveřejnila společnost Chronicle of Philanthropy výsledky studie z největších charitativních a neziskových organizací, popularity a důvěryhodnosti prováděných Nye Lavalle & Associates. Studie ukázala, že American Heart Association byla zařazena mezi pátou nejpopulárnější charitativní a neziskovou organizací v Americe.

## Kampaň
30. listopadu 2009 ohlásila novou srdeční kampaň s názvem "Be Beat“. Tato kampaň si klade za cíl přispět k vytvoření nové generace zachránců 12 až 15 let starých. Výuka by měla probíhat základní formou s cílem naučit základy kardiopulmonální resuscitace a použití automatizovaný externí defibrilátor.
Oficiální stránky, BetheBeat.heart.org, obsahují interaktivní hry a kvízy, stejně tak jako sekci pro učitele a správce, kteří se chtějí začlenit do systému CPR a AED pro své školy.